# نات وولف
ناتانیل ماروین وولف (به انگلیسی: Nathaniel Marvin Wolff) (زاده ۱۷ دسامبر ۱۹۹۴) بازیگر و موسیقی‌دان آمریکایی است. الکس وولف برادر کوچکتر اوست.

## فیلم‌شناسی
| سال  | عنوان                         | نقش             | یادداشت      |
| ---- | ----------------------------- | --------------- | ------------ |
| ۲۰۰۵ | گروه موسیقی نیکد برادرز: فیلم | نات وولف / خودش |              |
| ۲۰۱۱ | شب سال نو                     | والتر           |              |
| ۲۰۱۲ | درگیر عشق                     | راستی           |              |
| ۲۰۱۳ | پذیرش                         | جرمیا           |              |
| ۲۰۱۳ | پالو آلتو                     | فرد             |              |
| ۲۰۱۴ | خطای ستارگان بخت ما           | آیزاک           |              |
| ۲۰۱۴ | رفتار بد                      | ریک استیونز     |              |
| ۲۰۱۵ | مادربزرگ                      | کم              |              |
| ۲۰۱۵ | اشبی                          | اد والیس        |              |
| ۲۰۱۵ | شهرهای کاغذی                  | کوئنتین «کیو»   |              |
| ۲۰۱۵ | کارآموز                       | جاستین          |              |
| ۲۰۱۶ | در نبردی مشکوک                | جیم نولان       |              |
| ۲۰۱۷ | بالرین                        | ویکتور          | صداپیشه      |
| ۲۰۱۷ | دفتر مرگ                      | لایت ترنر       |              |
| ۲۰۱۷ | دوباره خانه                   | تدی             |              |
| ۲۰۱۹ | وضعیت خوب                     | جون             |              |
| ۲۰۲۰ | مورتال                        | اریک            |              |
| ۲۰۲۰ | جریان اصلی                    | جیک             |              |
| ۲۰۲۴ | چی مرا به سوی تو می‌آورد       | ویل             | کمدی رمانتیک |